# Fiódorovka (Líssie Gori)
Fiódorovka — Фёдоровка (rus) — és un poble a l'óblast de Saràtov, a Rússia, segons el cens del 2010 tenia 119 habitants. Pertany al districte municipal de Líssie Gori.